# Curia regis
Curia regis (izg.: ˈkuria ˈregis) je latinski izraz, ki pomeni "kraljevi svet" ali "kraljevi dvor". To je bilo ime, ki so ga dali zborom svetovalcev in upraviteljev v srednjeveški Evropi. Služili so kraljem, vključno s francoskim kraljem, Normanom, angleškim kraljem, kakor tudi sicilskim, poljskim in škotskim kraljem in kraljicam.